# Deutsche Fußballmeisterschaft 1931/32
Die fünfundzwanzigste deutsche Fußballmeisterschaft brachte den ersten Titelgewinn des FC Bayern München. Nach mehreren zumeist enttäuschenden Anläufen gelang den Münchnern der große Wurf durch einen 2:0-Erfolg über Eintracht Frankfurt. Es handelte sich dabei um die geglückte Revanche für die sechs Wochen zuvor erlittene Niederlage im Finale um die süddeutsche Meisterschaft, bei der sich beide Teams schon einmal gegenübergestanden hatten. Es war bereits das dritte rein süddeutsche Finale nach der Saison 1920 und der Saison 1925.
Ansonsten war es eine Saison der Überraschungen. Titelverteidiger Hertha BSC erreichte die Meisterschaftsendrunde ebenso wenig wie Vorjahresfinalist TSV 1860 München. Dafür gab es eine Vielzahl von Endrundenneulingen wie Borussia Fulda, Minerva 93 Berlin, den Plauener SuBC, SV Hindenburg Allenstein, PSV Chemnitz oder Viktoria Stolp.
Die Weltwirtschaftskrise hielt Deutschland weiterhin fest im Griff, die Zuschauerzahlen sanken weiter und die Machtübernahme durch die Nationalsozialisten begann sich bereits abzuzeichnen.
Die konkurrierenden Verbände trugen zum letzten Mal Meisterschaften aus. Beim ATSB siegte zum zweiten Male die Mannschaft von TSV Nürnberg-Ost, während beim Rotsport die FT Jeßnitz den Titel errang. Bei der DJK wurde nach fünfjähriger Pause wieder ein Meister ausgespielt; den Titel errang, wie schon vor der Unterbrechung, die DJK Sparta Nürnberg.

## Teilnehmer an der Endrunde
| Verein                   | Qualifiziert als                         |
| SV Hindenburg Allenstein | Nordostdeutscher Meister                 |
| Viktoria Stolp           | Nordostdeutscher Vizemeister             |
| Beuthener SuSV 09        | Südostdeutscher Meister                  |
| Breslauer SC 08          | Südostdeutscher Vizemeister              |
| Tennis Borussia Berlin   | Meister Berlin-Brandenburg               |
| Minerva 93 Berlin        | Vizemeister Berlin-Brandenburg           |
| PSV Chemnitz             | Mitteldeutscher Meister                  |
| Plauener SuBC            | Mitteldeutscher Pokalsieger              |
| Hamburger SV             | Norddeutscher Meister                    |
| Holstein Kiel            | Norddeutscher Vizemeister                |
| FC Schalke 04            | Westdeutscher Meister                    |
| Borussia Fulda           | Westdeutscher Vizemeister                |
| VfL Benrath              | Sieger des westdeutschen Verbandspokales |
| Eintracht Frankfurt      | Süddeutscher Meister                     |
| FC Bayern München        | Süddeutscher Vizemeister                 |
| 1. FC Nürnberg           | Dritter der süddeutschen Meisterschaft   |

## Achtelfinale
| Datum       |                        | Ergebnis             | !Stadion                                                |
| ----------- | ---------------------- | -------------------- | ------------------------------------------------------- |
| 8. Mai 1932 | 1. FC Nürnberg         | 5:2 (2:0)            | Borussia Fulda \|Fürth, Ronhof                          |
| 8. Mai 1932 | Hamburger SV           | 3:1 (1:0)            | VfL Benrath \|Altona, Altonaer Stadion                  |
| 8. Mai 1932 | FC Bayern München      | 4:2 (1:1)            | Minerva 93 Berlin \|München, Heinrich-Zisch-Stadion     |
| 8. Mai 1932 | FC Schalke 04          | 5:4 n. V. (4:4, 2:1) | Plauener SuBC \|Dortmund, Kampfbahn Rote Erde           |
| 8. Mai 1932 | Hindenburg Allenstein  | 0:6 (0:4)            | Eintracht Frankfurt \|Königsberg, VfB-Platz Maraunenhof |
| 8. Mai 1932 | Tennis Borussia Berlin | 3:0 (2:0)            | Viktoria Stolp \|Berlin, SCC-Stadion                    |
| 8. Mai 1932 | Breslauer SC 08        | 1:4 (0:2)            | Holstein Kiel \|Breslau, Sportpark Grüneiche            |
| 8. Mai 1932 | PSV Chemnitz           | 5:1 (3:0)            | Beuthener SuSV \|Chemnitz, Stadion a. d. Clausstraße    |

## Viertelfinale
| Datum        |                     | Ergebnis  | !Stadion                                                          |
| ------------ | ------------------- | --------- | ----------------------------------------------------------------- |
| 22. Mai 1932 | FC Schalke 04       | 4:2 (2:1) | Hamburger SV \|Bochum, Stadion an der Castroper Straße            |
| 22. Mai 1932 | Holstein Kiel       | 0:4 (0:2) | 1. FC Nürnberg \|Hamburg, Sportplatz Hoheluft                     |
| 22. Mai 1932 | Eintracht Frankfurt | 3:1 (1:1) | Tennis Borussia Berlin \|Frankfurt am Main, Stadion am Riederwald |
| 22. Mai 1932 | PSV Chemnitz        | 2:3 (1:3) | FC Bayern München \|Leipzig, Wacker-Stadion                       |

## Halbfinale
| Datum        |                     | Ergebnis  | !Stadion                                        |
| ------------ | ------------------- | --------- | ----------------------------------------------- |
| 29. Mai 1932 | FC Bayern München   | 2:0 (0:0) | 1. FC Nürnberg \|Mannheim, Stadion              |
| 29. Mai 1932 | Eintracht Frankfurt | 2:1 (1:1) | FC Schalke 04 \|Dresden, Stadion am Ostragehege |

## Torschützenliste
| Spieler | Spieler        | Verein              | Spiele | Tore |
| ------- | -------------- | ------------------- | ------ | ---- |
| 1.      | Karl Ehmer     | Eintracht Frankfurt | 4      | 7    |
| 2.      | Erwin Helmchen | PSV Chemnitz        | 2      | 5    |
| 3.      | Oskar Rohr     | FC Bayern München   | 4      | 5    |
| 4.      | Emil Rothardt  | FC Schalke 04       | 3      | 4    |
| 5.      | Georg Friedel  | 1. FC Nürnberg      | 3      | 3    |